# Rabid Dog
"Rabid Dog" es el duodécimo episodio de la quinta temporada de la serie dramática de televisión estadounidense Breaking Bad, y el episodio 58 en general de la serie. Escrito y dirigido por Sam Catlin, se emitió en AMC en los Estados Unidos y Canadá el 1 de septiembre de 2013.

## Trama
Walter examina con cautela su casa en busca de Jesse, quien irrumpió y la roció con gasolina. Para su alivio ve que Jesse se ha ido, pero Walt encuentra polvo blanco en el auto accidentado de Saul Goodman, sospechando que Jesse está drogado con metanfetamina. Después de que un equipo de limpieza no puede eliminar por completo el olor a gasolina, Walt rocía su ropa y los asientos de su automóvil con él, inventando una historia sobre un mal funcionamiento de la bomba en una estación de servicio. Skyler y Walter Jr. tienen dudas, pero Walt los persuade a irse a un hotel hasta que se pueda reemplazar la alfombra y el piso.
Walt se reúne en secreto con Saul y Kuby en el estacionamiento del hotel y les pide una actualización sobre el paradero de Jesse. Saul insinúa la posibilidad de matar a Jesse, pero Walt rechaza la idea. De vuelta en su habitación de hotel, Skyler confronta a Walt por sus mentiras, ya que lo acaba de ver con Saul. Walt confiesa que Jesse está molesto e intentó incendiar su casa, pero no le preocupa ya que Jesse decidió no hacerlo. Skyler, sorprendida, presiona a Walt para que mate a Jesse, a quien ve como una amenaza para su seguridad, además de reprocharle que ocurrió lo que tanto temía: que alguien entrara a amenazarlos en su casa.
Un flashback revela que Hank siguió a Jesse hasta la residencia de Walt después de que Jesse agrediera a Saul y disuadiera a Jesse de incendiar la casa. Al escuchar decirle desesperadamente que Walt ya no puede salirse con la suya, Hank convence a Jesse de que trabajen juntos para derribar a Walt, y se van momentos antes de que llegue Walt. Marie habla con su terapeuta sobre sus problemas con Walt (diciendo que es un "amigo" de la familia), pero no revela el alcance total de su criminalidad. Hank mantiene a Jesse en su casa porque cree que está más protegido allí; Marie acepta una vez que Hank le dice que la participación de Jesse es mala para Walt. Hank y Gómez graban a Jesse mientras cuenta su historia con Walt, haciendo que Gómez crea la historia de Walt como Heisenberg. Dado que no hay evidencia física, y Walt ha dejado el negocio de la metanfetamina, Hank necesita algo lo suficientemente incriminatorio para llevarlo a las autoridades.
Walt le deja un mensaje de voz a Jesse, pidiéndole que se reúnan en una plaza para reconciliarse por el envenenamiento de Brock. Hank obliga al reacio Jesse a cumplir y recuperar las pruebas adecuadas contra Walt, a pesar del temor de Jesse por su propia seguridad. Hank tranquiliza a Jesse contándole los intentos anteriores de Walt de protegerlo a sus expensas y afirma que, dado que la reunión es en un lugar público, estará a salvo. Sin embargo, en privado con Gomez, Hank es indiferente a que Jesse arriesgue su muerte; si Jesse muere frente a la cámara, aún se puede usar como evidencia.
Con un micrófono instalado, Jesse va a reunirse con Walt, pero retrocede después de confundir a un peatón cercano con un asesino a sueldo. Enojado, Jesse va a un teléfono público para llamar a Walt y lo amenaza, diciéndole que lo "llevará a donde realmente vive". Hank reprende a Jesse por arruinar el plan, pero Jesse le informa con calma que tiene una mejor estrategia en mente. Mientras tanto, Walt llama a Todd y le pide otro trabajo para su tío Jack.

## Recepción

### Audiencia
El episodio fue visto por 4,41 millones de personas en su transmisión original, que fue una disminución de los 4,85 millones del episodio anterior.

### Reseñas
En 2019, The Ringer clasificó a "Rabid Dog" en el puesto 38 de su ranking de episodios de la serie.